# Christian Lange (político)
Christian Lange (nascido a 27 de fevereiro de 1967) é um advogado alemão e político do Partido Social-Democrata (SPD) que serviu como membro do Bundestag pelo estado de Baden-Württemberg de 1998 a 2021.
Em junho de 2020, Lange anunciou que não se candidataria às eleições federais de 2021, mas renunciaria à política activa até ao final da legislatura.